# Ілля Калюкін
Ілля Калюкін (24 вересня 1980, м. Івано-Франківськ — 1 липня 2018, с. Бережниця, Верховинський район, Івано-Франківська область) — український кінорежисер, журналіст, фотограф, поет.

## Життєпис
Народився 24 вересня 1980 року в Івано-Франківську. 
2002 року закінчив Прикарпатський національний університет імені Василя Стефаника за спеціальністю «Українська філологія». 
З 2005 року працював кореспондентом на "5 каналі" у Києві.
Останні півтора року жив під горою Біла Кобила у селі Бережниця Верховинського району Івано-Франківської області, де й помер 1 липня 2018 року. Ймовірна причина смерті — інтоксикація після укусу гадюки.
Похований 4 липня в Івано-Франківську.

## Творчість
- Ксенофілія (фільм) — дебютна режисерська робота.
- Кінофільм Зло (Сова) — зіграв одну з ролей.

## Фільмографія
2012: Проект «Україно, goodbye!»: «Ксенофілія», сценарист і режисер.